# Arco Progresista
Arco Progresista (Pokrokový oblouk) je opoziční politická strana na Kubě. Byla založena 9. července 2008 jako koalice menších levicových sdružení. Její ideologií je sociální demokracie, bývá řazena k umírněnější části Castrových odpůrců. Strana není oficiálně zakázaná (od roku 1992 není na Kubě zakládání politických stran trestným činem), ale nemůže se účastnit voleb.